# Rødding (Vejen Kommune)
 For alternative betydninger, se Rødding. (Se også artikler, som begynder med Rødding)
Rødding (tysk: Rödding) er en højskoleby og tidligere stationsby i det nordlige Sønderjylland med 2.783 indbyggere  (2024), beliggende 20 km øst for Ribe, 35 km sydvest for Kolding, 34 km nordvest for Haderslev og 18 km syd for Vejen. Byen hører til Vejen Kommune og ligger i Region Syddanmark. I 1970-2006 var Rødding kommunesæde i Rødding Kommune.
Rødding hører til Rødding Sogn. Rødding Sognekirke fra 1100-tallet ligger i byen. I 1909 blev Rødding Frimenighedskirke opført nær ved sognekirken.

## Frimenigheden
Rødding Frimenighed blev dannet i 1874 som den første af de grundtvigske frimenigheder, som man dannede i Sønderjylland for at stå udenfor den slesvig-holstenske landskirke. Frimenigheden har i dag ca. 1.000 medlemmer. Den har præst og graver på fuld tid, organist og forretningsfører på deltid samt frivillige og løst ansatte.

## Faciliteter
- Rødding Skole har 493 elever, fordelt på 0.-9. klassetrin. Skolen i Lintrup, der også hører under Rødding Skole, har 70 elever, fordelt på 0.-6. klassetrin. De fortsætter med 6. eller 7. klasse i Rødding. I Lintrup er der også en børnehave, der rummer ca. 20 børn. Skolen har 14 medarbejdere i Lintrup og ca. 60 i Rødding.[3]
- Rødding Friskole blev oprettet i 1946 og har 16 lærere og 175 elever, fordelt på 0.-9. klassetrin.
- Friskolen startede i 2008 en børnehave med 6 medarbejdere og plads til 34 børn.[4]
- Plejecenter Enghaven har 52 boliger, heraf 16 demensplejeboliger og 2 midlertidige aflastningspladser.[5]
- Rødding Centret rummer bibliotek, biograf med 2 sale, bowlingbane, padel- og tennisbaner, fitnesscenter, cafe, sportshaller, hostel og svømmehal med varmtvandsbassin.[6]
- Rødding IF tilbyder fodbold, håndbold og bordtennis.[7]
- Byen har desuden supermarked, pizzabar og grill, apotek, lægehus, tandlæger og dyrlæge.

## Historie
Byens navn Rødding kommer af rydning i skov.

### Hotel Rødding
Helt fra 1756 har man navn på ejere, der har drevet både landbrug og kro her. I 1854 blev den nuværende bygning opført som byens første hus med 2 etager. Kroen hed nu Rødding Vesterkro frem til 1919, hvor den kom til at hedde Hotel Rødding.
Hotellets krostue er over 150 år gammel. Hotellet har nu 11 værelser og 5 selskabslokaler, der kan rumme mellem 20 og 476 gæster. Restauranten kan også levere mad ud af huset.

### Højskolen
Rødding Højskole, der er Danmarks ældste og verdens første folkehøjskole, blev grundlagt i 1844 i en herredsfogedgård med en stor park, som der er fri adgang til. Efter grænseflytningen i 1864 flyttede højskolen til Askov nord for grænsen og blev til Askov Folkehøjskole. I 1920 blev der oprettet en ny højskole i Rødding på den gamles grund.

### Sparekassen
I 1872 blev Frøs og Kalvslund Herreders Sparekasse oprettet. Den boede til leje på Vesterkroen i Rødding indtil 1908, hvor den opførte eget hovedkontor, tegnet af Martin Nyrop. Hovedkontoret blev udvidet i 1973, 1995 og 2019.
I 1947 slettede man "Kalvslund Herred" af navnet fordi der ikke var så meget forretning med det herred. I 2016 slettede man "Herreds" af navnet, så det nu kun er Frøs Sparekasse.
I 1996 åbnede sparekassen afdeling i Haderslev, og den fortsatte med at åbne nye afdelinger - stik mod tendensen i branchen. I 2019 havde Frøs Sparekasse 12 afdelinger i Syd- og Sønderjylland.

### Jernbanen
Rødding fik i 1899 station på de smalsporede Haderslev Amts Jernbaner, som anlagde en strækning fra Gram til Rødding. Fra stationen ved Gram Slot gik amtsbanen til Vojens, hvor den krydsede statsbanen Vamdrup-Padborg. Fra Vojens var der både statsbane og amtsbane til Haderslev.
I 1910 blev amtsbanen forlænget via Arnum til Toftlund, hvorfra en sydligere gren gik en anden vej til Haderslev og krydsede statsbanen i Over Jerstal. I 1911 blev Arnum knudepunkt, hvorfra der
blev anlagt amtsbane til Skærbæk på den vestlige statsbane Ribe-Tønder Jernbane.
I 1937 blev strækningerne til Skærbæk og Toftlund nedlagt, og i 1938 blev banen til Gram og dermed Røddings sidste forbindelse med jernbanen nedlagt. Fra Gram Landevej ved Kimeled går en 1½ km lang grussti på banens tracé til Søndergyden i Rødding.

### Genforeningen
Folkeafstemningen ved Genforeningen i 1920 gav i Rødding Sogn 951 stemmer for Danmark, 121 for Tyskland. Den 15. juni 1930 blev byens genforeningssten i Rødding afsløret ved Flors Alle, der danner indkørsel til både Frimenighedskirken og Rødding Højskole.

### Stationsbyen
Der var kornhandel og tømmerhandel nær banegården og butiksbygninger i hovedgaden. I 1904 fik byen forsamlingshus. Det danske målebordsblad efter Genforeningen viser tinghus, arresthus, vandtårn, mejeri, slagteri, hotel, kro, lægebolig og telegrafkontor.

### Præstekilden
Ved banestien står en sten til minde om præsten Anders Pedersen, der i 1659 i spidsen for en gruppe lokale borgere forsøgte at bekæmpe en afdeling hærgende polske lejesoldater, og blev dræbt på dette sted.

## Kendte personer
- Christian Flor (1792-1875), præst og politiker, grundlagde Rødding Højskole
- Jakob Knudsen (1858-1917), forfatter
- Carl Holst (1970-), regionsrådsformand i Region Syddanmark
- Anders Hostrup (1990-), tidligere professionel fodboldspiller

## Galleri
- 3. etape af PostNord Danmark Rundt 2023 på Kongevej